# Gummersbach
Gummersbach est une ville allemande du Haut-Berg, au sud-est du land de Rhénanie-du-Nord-Westphalie. Elle est située à 50 km à l'Est de Cologne. Dans le passé, la ville était surnommée « la ville des tilleuls », la rue principale étant bordée de ces arbres.
Jusque dans les années 1920, les habitants surnommaient également Gummersbach « le petit Paris ». Aujourd'hui, la ville est connue pour son club de handball.

## Histoire
Appartenances historiques

 Comté de La Marck 1287-1807

 Grand-duché de Berg 1807-1813

 Royaume de Prusse (Province de Westphalie) 1815-1871

 Empire allemand 1871-1918

 République de Weimar 1918-1933

 Reich allemand 1933-1945

 Allemagne occupée 1945-1949

 Allemagne de l'Ouest 1949-1990

 Allemagne depuis 1990
La ville fut mentionnée pour la première fois dans des documents officiels en 1109. À cette époque la ville portait le nom de Gummeresbracht. Le petit village de Gummersbach s'est rapidement développé à partir du début du XIXe siècle grâce aux industries textiles et métallurgiques. En 1855 l'entreprise Steinmüller a été fondée. Avec le succès de l'entreprise, le petit village commença à se transformer en ville. La ville reçut sa charte en 1857. Pendant des décennies, de nombreux habitants ont trouvé du travail à Steinmüller. En 2002, la nouvelle société mère Babcock Borsig AG a fermé ses portes et Steinmüller a également été fermée. La plupart des locaux n'étant plus utilisés, la commune rachète la propriété afin de la développer. Les locaux jouaient un rôle clé pour la municipalité, puisqu’ils représentaient alors la moitié du centre-ville. Dans les années suivantes, une arène, un centre commercial et un nouveau campus universitaire furent construits, entre autres.

## Blasonnement
Les armes actuelles de la ville lui furent accordées le 27 juillet 1892. Elles représentent un fuseau de l'industrie textile et les armes des comtes de Mark.

## Géographie

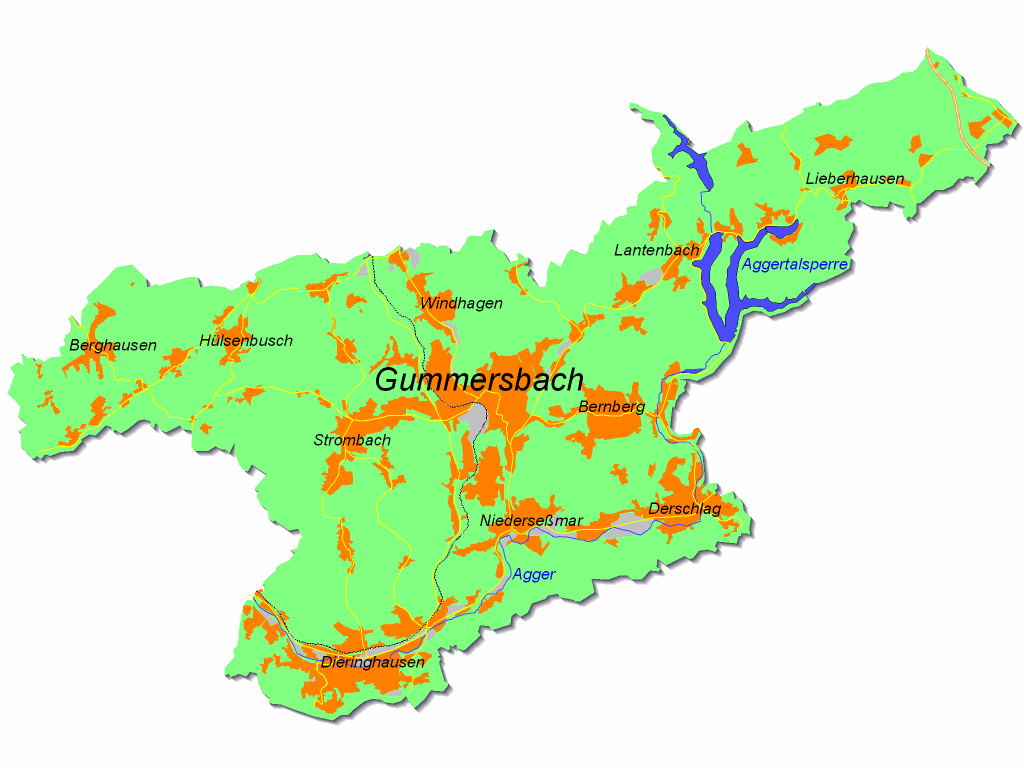
Gummersbach et ses principaux quartiers

### Villes voisines
| Lindlar                | Marienheide | Meinerzhagen, Drolshagen |
| Engelskirchen, Lindlar | Gummersbach | Bergneustadt             |
| Engelskirchen          | Wiehl       | Reichshof                |

## Transports
Gummersbach dispose d'une liaison ferroviaire vers Cologne et avec un changement à Lüdenscheid-Brügge vers Dortmund. Le train régional dessert Cologne toutes les 30 minutes et Dortmund toutes les 60 minutes.
La ville est également reliée à Cologne via l'autoroute A 4. L'A 4 se termine à Olpe dans la direction opposée. Au nord-est, Gummersbach est reliée à Dortmund et Francfort via l'A 45.
Les trois aéroports de la région sont Cologne/Bonn, Düsseldorf et Dortmund.

## Démographie
| 1890  | 1910   | 1957   | 1977   | 1990   | 1995   | 2000   | 2003   | 2006   |
| ----- | ------ | ------ | ------ | ------ | ------ | ------ | ------ | ------ |
| 7 748 | 16 050 | 32 150 | 49 285 | 53 120 | 54 462 | 53 311 | 54 212 | 52 636 |

| 2007   | - | - | - | - | - | - | - | - |
| ------ | - | - | - | - | - | - | - | - |
| 52 467 | - | - | - | - | - | - | - | - |

## Sport
Le VfL Gummersbach, club de handball de la ville, évolue au plus haut niveau allemand et européen.

## Jumelages
- La Roche-sur-Yon (France) depuis 1968
- Burg (Allemagne) depuis 1990
- Afandou (Grèce) depuis 2001